# Soy Luna (colonna sonora)
Soy Luna è la colonna sonora della prima stagione della telenovela argentina dall'omonima telenovela.

## Tracce

### Edizione America Latina
1. Alas (Karol Sevilla) – 3:18
2. Valiente (Michael Ronda) – 3:10
3. Eres (Karol Sevilla & Michael Ronda) – 2:29
4. Prófugos (Valentina Zenere & Ruggero Pasquarelli) – 3:59
5. Un destino (Michael Ronda, Lionel Ferro & Gastón Vietto) – 4:01
6. Sobre ruedas (Karol Sevilla, Valentina Zenere, Katja Martinez, Malena Ratner, Chiara Parravicini, Ana Jara & Carolina Kopelioff) – 2:24
7. Corazón (Malena Ratner & Agustín Bernasconi) – 3:10 (Jorge Serrano)
8. Mírame a mí (Valentina Zenere) – 2:25
9. I'd Be Crazy (Ruggero Pasquarelli, Michael Ronda, Lionel Ferro, Gastón Vietto, Jorge López & Agustín Bernasconi) – 3:48
10. Siento (Ruggero Pasquarelli) – 4:08
11. Invisibles (Michael Ronda, Lionel Ferro & Gastón Vietto) – 3:05
12. Camino (Cast di Soy Luna) – 2:49

### Edizione italiana
L'edizione pubblicata in Italia contiene, in aggiunta rispetto alla versione in lingua spagnola, due tracce in più e sono:
1. Karol Sevilla – Tutto è possibile – 3:19 – Versione in lingua italiana di Alas
2. Michael Ronda – Non arrenderti mai – 3:10 – Versione in lingua italiana di Valiente

### Edizione olandese
1. Ridder van Kooten & Shalissa van der Laan – Niet te Stoppen – 3:19 – Versione tedesca di "Alas".

## Classifiche
| Classifica (2016) | Posizione massima |
| ----------------- | ----------------- |
| Argentina         | 1                 |
| Francia           | 6                 |
| Germania          | 20                |
| Portogallo        | 3                 |
| Polonia           | 47                |
| Spagna            | 1                 |